# Villa Rustica (Oberlunkhofen)

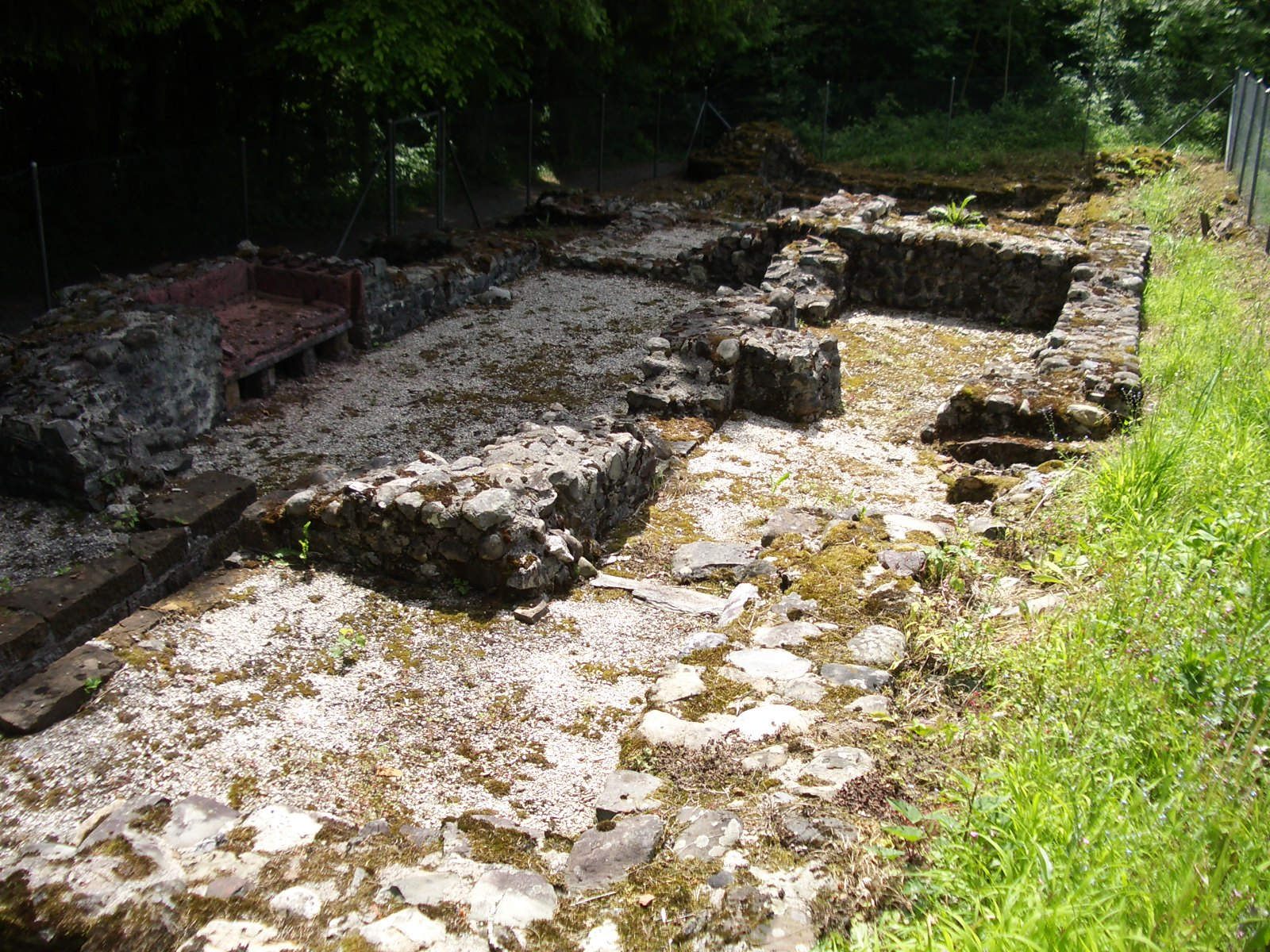
Die Reste der Villa

Bei der Villa Rustica von Oberlunkhofen handelt es sich um die Reste eines römischen Gutshofes im Schalchmatthau bei der Ortschaft Oberlunkhofen im Kanton Aargau in der Schweiz.
Die Reste waren schon seit langer Zeit bekannt und als Ruinen einer Burg interpretiert worden. Systematische Ausgrabungen fanden 1897 bis 1900 statt. 1979 bis 1981 wurde der Badetrakt konserviert. Die bisher bekannten Reste der Anlage bestehen aus dem Herrenhaus sowie aus zwei Nebengebäuden. Das Herrenhaus steht auf einer Terrasse mit Blick auf das Reusstal und die Alpen. Das Herrenhaus hatte im Süden einen Portikus mit zwei Eckrisaliten. Im Ostteil des Hauses wurde in einer späteren Bauphase ein Bad eingebaut. Sieben Räume hatten einfache weissgrundige Wandmalereien. Münzen und Keramik deuten an, dass die Villa von etwa 50 bis 250 n. Chr. bewohnt wurde. Der wichtigste Kleinfund ist der Torso einer Statue des Bacchus.